# Ricky ou la Belle Vie
Cet article possède un paronyme, voir La Belle Vie.
Ricky ou la belle vie ou La Belle vie,, ou Ricky la belle vie(Silver Spoons) est une sitcom américaine en 116 épisodes de 23 minutes, créée par Howard Leeds, Ben Starr et Martin Cohan et diffusée entre le 25 septembre 1982 et le 11 mai 1986 sur le réseau NBC et entre le 15 septembre 1986 et le 4 mars 1987 en syndication.
En France, la série a été diffusée d'abord sous le titre La Belle vie dans l'émission Destination Noël du 21 décembre 1984 au 2 janvier 1985, puis dans Vitamine et sous le titre Ricky la belle vie dans Croque-vacances sur TF1. Rediffusion sous le titre Ricky ou la Belle Vie à partir du 11 octobre 1990 dans le Club Dorothée, qui diffusera ensuite des épisodes inédits des saisons 4 et 5 dès le 31 août 1992 sur TF1. Rediffusion sur TMC et AB1. Au Québec, elle a été diffusée à partir du 24 septembre 1985 sur le réseau TVA.

## Synopsis
Ricky débarque dans la vie de son père, Edward Stratton, un créateur de jouets milliardaire qu'il n'a jamais connu. Pour éviter l'école militaire dans laquelle sa mère l'a envoyé, Ricky convainc son géniteur de le laisser vivre avec lui.

## Distribution
- Rick Schroder (VF : Jackie Berger) : Rick « Ricky » Stratton
- Joel Higgins (VF : Jean-Claude Montalban) : Edward Stratton III
- Erin Gray (VF: Joëlle Fossier) : Kate Summers Stratton
- Leonard Lightfoot (en) (VF : Bernard Tiphaine) : Leonard Rollins (1982-1983)
- Franklyn Seales (VF : Greg Germain) : Dexter Stuffins
- Jason Bateman (VF : Thierry Bourdon) : Derek Taylor (1982-1984)
- Corky Pigeon : Freddy Lippincottleman (1983-1985)
- Alfonso Ribeiro : Alfonso Spears (1984-1987)
- Bobby Fite (en) : J.T Martin (1983-1984)
- John Houseman : Grand-père Edward Stratton II
- Ray Walston : Oncle Harry Summers (1985)
- Billy Jacoby : Brad (1985-1986)
- Christine Belford : Evelyn Bluedhorn Stratton (1983-1986)

### Invités
- Christina Applegate : Jeanine, petite amie de Ricky (4-22)
- Elizabeth Berkley : Melissa (5- 6)
- Pearl Bailey : Lulu (3-12, 3-15)
- Barbara Billingsley : le professeur de Ricky (1985)
- Earl Boen : le père de Freddy
- Sharon Stone : Debbie (1-11)
- Gary Coleman : Arnold Jackson (1- 7)
- Fran Drescher : la demoiselle d'honneur de Kate (3-16, 3-17)
- Erika Eleniak : Stephanie (5-13)
- David Horowitz : lui-même (3-20)
- Whitney Houston : elle-même (4- 5)
- Ed McMahon : lui-même
- Matthew Perry : Davey (5- 6)
- Amanda Peterson : nouvelle petite amie de Ricky
- Robert Picardo : (1- 1)
- Line Renaud (5-21)
- Allison Smith : Barbara Webster (1-16)
- Mr. T (VF : Henry Djanik) : lui-même / garde du corps de Ricky (1- 4)

 Source et légende : version française (VF) sur RS Doublage

## Épisodes

### Première saison (1982-1983)
1. Ciel mon père (Pilot)
2. Ah les garçons (Boys Will Be Boys)
3. Le Grand-père (Grandfather Stratton)
4. Vive la télévision (Me & Mr. T)
5. Il faut savoir prendre des risques (Takin' a Chance on Love)
6. Le Retour d'Evelyne (Evelyn Returns)
7. L'Ordinateur (The Great Computer Caper) (crossover avec Arnold et Willy)
8. Retenez-moi (I'm Just Wild About Harry)
9. Mon très cher père (Honor Thy Father)
10. Un si gentil papa (Father Nature)
11. Un peu de magie (A Little Magic)
12. Un grand amour (Falling in Love Again)
13. Un merveilleux Noël (The Best Christmas Ever)
14. La Plus Belle Fille du monde (The Most Beautiful Girl in the World)
15. Douze petits amis (Twelve Angry Kids)
16. Jeux d'enfants (The Toy Wonder)
17. Pop corn (Popcorn)
18. Affaires de jeunesse (Junior Businessman)
19. Trois c'est déjà trop (Three's a Crowd)
20. Pas pour un empire (The Empire Strikes Out)
21. Un drôle d'oiseau (Won't You Go Home, Bob Danish?)
22. Une grande équipe (The `X' Team)

### Deuxième saison (1983-1984)
1. Ah les filles (Passports to Pleasure)
2. Les Grenouilles géantes (Attack of the Giant Frog People)
3. Le sens de l'humour (A Fair to Remember)
4. Question de santé (Hospital)
5. Qui va à la chasse (A Hunting We Will Go)
6. Monsieur le président (Mr. President)
7. Ca c'est de la conduite (Driver Ed)
8. Le roi n'est pas mon cousin (Menudo Madness)
9. Joyeux anniversaire (Happy Birthday)
10. Ca c'est de la musique (Sounds of Silence)
11. Le Grec (Rick the Greek)
12. Un sacre caractère (Uneasy Rider)
13. Le Meilleur Père du monde (The World's Greatest Father)
14. Je veux être seul (I Want to Be Alone)
15. La Grande Classe (Mr. Cool)
16. Vive la musique (St. Louis Blues)
17. Changements (Changes)
18. Un amour de vacances (A Summer's Romance (Part. 1))
19. Un amour de vacances (A Summer's Romance (Part. 2))
20. Merci pour tout (Spare the Rod)
21. Les Chambres d'hôtel (Blazing Hotel Rooms)
22. Tiens maman (Hi, Mom)

### Troisième saison (1984-1985)
1. La Rentrée (Survival of the Fittest)
2. Soirée dansante (I Won't Dance)
3. Les Meilleurs Amis du monde (Best Friends)
4. Lulu est de retour (Lulu's Back in Town)
5. Qui cuisine ? (What's Cookin' ?)
6. Crise de croissance (Growing Pains (Part. 1))
7. Crise de croissance (Growing Pains (Part. 2))
8. L'Appel de la forêt (The Call of the Wild)
9. Grand-père a un problème (The Trouble with Grandfather)
10. La Belle et la Bête (Beauties and the Beasts)
11. Nuit d'épouvante (A Dark and Stormy Night)
12. Pas de panique (Voyage of the Darned (Part. 1))
13. Vacances maudites (Voyage of the Darned (Part. 2))
14. Drôle de cuisine (All the Principal's Men)
15. L'Ami très spécial (Special Friend)
16. Un joyeux réveillon (Twas the Night Before Christmas)
17. Une légende vivante (Rick and the Lege)
18. Quand allons-nous nous marier ? (Marry Me, Marry Me (Part. 1))
19. Quand allons-nous nous marier ? (Marry Me, Marry Me (Part. 2))
20. L'Arnaque (Hot Shot)
21. Souvenirs souvenirs (Return of the Paisley Conspiracy)
22. Jeu de mots (Trouble with Words)
23. La Vie privée de Ricky Stratton (The Secret Life of Ricky Stratton)
24. Les Babysitters (The Babysitters)

### Quatrième saison (1985-1986)
1. Pour les beaux yeux de Whitney (Head Over Heels)
2. Mme Stratton a la folie des grandeurs (Mrs Stratton Builds Her Dreamhouse)
3. Pauvre Evelyne (Poor Evelyn)
4. Des promesses toujours des promesses (Promises, Promises)
5. Grand-père est malade (The Great Baseball Card Scheme)
6. L'oncle Harry cause des problèmes (The Trouble with Harry)
7. Un patron de choc (One Strike and You're Out)
8. La Course des aigles (Race with Eagles)
9. Un amour fou (Magnificent Obsession)
10. Le Jour du jugement dernier (Judgment Day)
11. Les Barbares (The Barbarians)
12. Les Trois Mousquetaires (Three Musketeers)
13. Problème d'autorité (Second Class Parent)
14. La Belle est une clocharde (The Lady Is a Tramp)
15. Stratton et Stratton (Stratton and Stratton)
16. Ricky chef de famille (Daddy Rick)
17. Mauvaises fréquentations (One for the Road (Part. 1))
18. Mauvaises fréquentations (One for the Road (Part. 2))
19. Fondu enchainé (Movie Madness)
20. Le Rock à Ricky (Rick Sings)
21. Mon ex-femme, le barracuda (The Way We Weren't)
22. Une affaire de famille (A Family Affair)
23. Ricky fête son anniversaire (Rick At 16)
24. Blessure d'amour propre (Second Best)

### Cinquième saison (1986-1987)
1. Madame est servie (Who's the Boss)
2. Grand-mère en folie (Lost and Found)
3. Femmes de ménage (The Live-In)
4. Faux pas (Rick Sells His Sole)
5. La Maison de la plage (The Beach House)
6. Ricky déménage (Rick Moves Out)
7. Jeu, set et match (Man To Man)
8. Génération 70 (Hey, Mrs Robinson)
9. La Leçon d'histoire (Rick's Learning Problem)
10. Tentation (The Triangle)
11. Le Contrat contrarié (Kate Lassos a Longhorn)
12. Drôle d'histoire drôle (Get the Hook)
13. La Rumeur (Rumors are Flying)
14. L'Invité (The House Guest)
15. Les Cinq Merveilleux (Band on the Run)
16. Les mémoires qui flanchent (Author, Author)
17. La Défaite des mères (Mother's Day)
18. La drogue ou le sport, il faut choisir (Fallen Idol)
19. Baby sitting (Baby Blues')
20. Le Petit Ami de grand-mère (Thoroughly Modern Mildred)
21. Souvenirs de Paris (Mon Amour)
22. Le Collège (Educating Rick)
23. La Grande Aventure d'Edward (Edward's Big Adventure)
24. Week end à la neige (Let it Snow, Let it Snow)

## DVD
- Aux États-Unis, la première saison en DVD zone 1 est sortie le 19 juin 2007. Mais les autres saisons ne sont jamais sorties en DVD.
- Toujours inédit en DVD en France.

## Source
- (en) Cet article est partiellement ou en totalité issu de l’article de Wikipédia en anglais intitulé « Silver Spoons » (voir la liste des auteurs).